# メラネシア社会主義
メラネシア社会主義（めらねしあしゃかいしゅぎ、Melanesian socialism）とは、1980年にフランス及びイギリスから独立を果たしたニューヘブリディーズ諸島（現在のバヌアツ共和国）の初代首相・ウォルター・リニが初めて提唱した概念。タンザニア初代大統領のジュリウス・ニエレレが着手した、アフリカ社会主義の試みに触発されており、第三世界の社会主義に位置づけられる。

## 概要
リニによると、個人主義に対する公共の福祉の重視や土地の共有を始め、社会主義がメラネシアの社会や慣習にぴったり合っているという。この考え方において、社会主義とアフリカの伝統的な生活様式との類似性を強調した、ニエレレの影響力は明白であった。リニは英国国教会の司祭でありながら、社会主義がキリスト教の諸価値に極めて類似しているとした上で、両者の結合を企図。ここにおいて社会主義は本流の革命的な志向ではなく、バヌアツの伝統に依拠している。
リニはニエレレを賞賛し、キューバやリビアのような国々との「関係改善」を目指してはいたものの、社会主義は必ずしもソビエト連邦や東側諸国との同盟関係を伴うものではないとの持論を展開。現にパプアニューギニアやソロモン諸島といった、メラネシア諸国との関係強化に傾いてゆく。1982年にはメラネシア連邦構想の提唱や、メラネシア社会主義を含む「メラネシアの諸価値の復興」にまで言及するようになる。
ニューカレドニアでは独立派の政党連合である、カナック社会主義民族解放戦線（FLNKS）が主権委譲と共に、社会主義体制への移行を主張。バヌアツを筆頭に、メラネシアの独立国家は軒並み、FLNKSへの支持を表明している。